# Епархия Уругуаяны
Епархия Уругуаяны (лат. Dioecesis Uruguaianensis) — епархия Римско-католической церкви c центром в городе Уругуаяна, Бразилия. Епархия Уругуаяны входит в митрополию Санта-Марии. Кафедральным собором епархии Уругуаяны является собор святой Анны.

## История
15 августа 1910 года Римский папа Пий X выпустил буллу Praedecessorum Nostrorum, которой учредил епархию Уругуаяны, выделив её из епархии Сан-Педру-ду-Риу-Гранди (сегодня — Архиепархия Порту-Алегри). В этот же день епархия Уругуаяны вошла в митрополию Порту-Алегри.
25 июня 1960 года и 22 мая 1961 года епархия Уругуаяны передала часть своей территории для возведения новых епархий Баже и Санту-Анжелу.
2001 года епархия Уругуаяны передала город Санту-Антониу-дас-Мисойнс епархии Санту-Анжелу.
13 апреля 2011 года епархия Уругуаяны вошла в митрополию Санта-Марии.

## Ординарии епархии
- епископ Hermeto José Pinheiro (12.05.1911 — 3.11.1941);
- епископ Jose Newton de Almeida Baptista (10.06.1944 — 5.01.1954 — назначен архиепископом Диамантины);
- епископ Luiz Felipe de Nadal (9.05.1955 — 1.07.1963);
- епископ Augusto Petró (12.03.1964 — 5.07.1995);
- епископ Pedro Ercílio Simon (5.07.1995 — 16.09.1998 — назначен вспомогательным епископом архиепархии Пасу-Фунду);
- епископ Ângelo Domingos Salvador (26.05.1999 — 27.06.2007);
- епископ Aloísio Alberto Dilli (27.06.2007 — 13.07.2016 — назначен епископом Санта-Крус-ду-Сула);
- епископ José Mário Scalon Angonese (31.05.2017 — 2.05.2024 — назначен архиепископом Каскавела);
- епископ Clésio Facco, S.A.C. (28.05.2025 — по настоящее время).

## Источник
- Annuario Pontificio, Ватикан, 2007